# Araneus carimagua
Araneus carimagua är en spindelart som beskrevs av Levi 1991. Araneus carimagua ingår i släktet Araneus och familjen hjulspindlar.
Artens utbredningsområde är Colombia. Inga underarter finns listade i Catalogue of Life.